# Tigrisgémformák
A tigrisgémformák (Tigrisomatinae) a madarak (Aves) osztályának a gödényalakúak (Pelecaniformes) rendjébe, ezen belül a gémfélék (Ardeidae) családjába tartozó alcsalád.
Ebbe az alcsaládba 4 madárnem és 6 élő faj tartozik.

## Rendszertani besorolásuk
A gémfélék csontvázának, főleg a koponyájának a korábbi tanulmányozása szerint, ezt a családot két csoportra osztották: a nappali gémekre és az éjjeli gémekre. Azonban az új DNS-vizsgálatok, továbbá a végtagcsontok jobb megfigyelése azt mutatja, hogy a korábbi csoportosítás hibás volt. Az ugyanazon csoportbeli koponyahasonlóság, nem egyéb, mint a konvergens evolúció eredménye, azaz több csoportbeli madár is ugyanazt a koponyaalakot vette fel, hogy ugyanolyan élőhelyen ugyanolyan táplálékforráshoz tudjon hozzáférni. Manapság a gémfélék családjában már csak 3 csoportot, alcsaládot fogadnak el: a gémformákat (Ardeinae), a bölömbikaformákat (Botaurinae) és a tigrisgémformákat (Tigrisomatinae). Az új rendszertani besorolás szerint, a negyedik, azaz a bakcsóformák (Nycticoracinae) alcsaládjába tartozó nemeket és fajokat a megmaradt alcsaládokba helyezték át.
A rendszertani átrendezés következtében a bakcsóformák alcsaládjából áthelyezték ide a Cochlearius nemet, míg innen a monotipikus zebracsíkos gémet (Zebrilus undulatus) átsorolták a bölömbikaformák közé.

## Rendszerezés
Az alcsaládba az alábbi 4 madárnem tartozik:
- Cochlearius Brisson, 1760 - 1 faj
  - kanálcsőrű bakcsó (Cochlearius cochlearius) Linnaeus, 1766
- Tigrisoma Swainson, 1827 – 3 faj; típusnem
- Tigriornis Sharpe, 1895 – 1 faj 
  - fehérbóbitás tigrisgém (Tigriornis leucolopha) (Jardine, 1846)
- Zonerodius Salvadori, 1882 – 1 faj 
  - Zonerodius heliosylus Lesson, 1828

### Fordítás
- Ez a szócikk részben vagy egészben  a   Heron című angol Wikipédia-szócikk ezen változatának fordításán alapul.  Az eredeti cikk szerkesztőit annak laptörténete sorolja fel. Ez a jelzés csupán a megfogalmazás eredetét és a szerzői jogokat jelzi, nem szolgál a cikkben szereplő információk forrásmegjelöléseként.